# Аверченко Аркадій Тимофійович
Арка́дій Тимофíйович Аве́рченко (нар. 15 (27) березня 1881, Севастополь, Російська імперія — 12 березня 1925, Прага, Чехословаччина) — російський письменник-сатирик і гуморист українського походження.

## Біографія
Дореволюційна життя
Народився 15 (27) березня 1881 року в Севастополі в сім'ї небагатого купця Тимофія Петровича Аверченка і Сусанни Павлівни Софронової, дочки відставного солдата з Полтавщини.
А. Т. Аверченко закінчив лише два класи гімназії, оскільки, зважаючи на поганий зір і слабке здоров'я не міг довго займатися, і до того ж у дитинстві, внаслідок нещасного випадку, дуже пошкодив око. Але недостатня освіта, за свідченням письменника М. М. Брешко-Брешковського, із часом компенсувалася природним розумом.
Працювати Аверченко почав рано, ще в 15 років. З 1896 по 1897 рр. служив молодшим писарем в транспортній конторі Севастополя. Протримався він там недовго, трохи більше року, і згодом описав цей період свого життя в іронічній «Автобіографії», а також в оповіданні «Про пароплавні гудки»
У 1897 році Аверченко їде працювати конторником на Донбас, на Брянський рудник. Там він пропрацював чотири роки, згодом написавши кілька оповідань про життя на руднику («Увечері», «Блискавка» тощо).
На початку 1900-х років він переїжджає разом з правлінням рудників в Харків, де 31 жовтня 1903 року в газеті «Южный край» з'являється його оповідання «Як мені довелося застрахувати життя» (пізніше виправлене і знову опубліковане під назвами «Лицар індустрії», «Пан Цацкін»). Сам же Аверченко вважав своїм літературним дебютом оповідання «Праведник» (1904 рік).
У 1906 - 1907 рр. він, абсолютно закинувши службу, редагує сатиричні журнали «Багнет» і «Меч», а в 1907 році ці видання стали першою постійною трибуною Аверченко, який вів майже всі розділи під численними псевдонімами. Але його звільняють з правління зі словами: «Ви хороша людина, але ні до біса НЕ придатні». Після цього, в січні 1908 року , А. Т. Аверченко їде в Санкт-Петербург. За власними словами, Аверченко їде в 1907 році з Харкова до Петербурга, не сплативши штрафу в 500 рублів за зміст 9-го номера журналу «Меч».
У столиці він стає співробітником другорядних видань, в тому числі  журналу М. Г. Корнфельда «Стрекоза», який втрачає передплатників.
У 1908 році група молодих співробітників «Стрекозы» вирішує видавати новий журнал «Сатирикон», секретарем, а незабаром і редактором якого стає Аверченко.
Аверченко багато років з успіхом працює в колективі журналу з відомими людьми - Теффі, Сашком Чорним, Осипом Димовим, М. В. Ремізовим (Ре-ми) тощо. Саме там з'явилися його найблискучіші гумористичні оповідання. За час роботи Аверченка в «Сатириконі» цей журнал став надзвичайно популярним, за мотивами його оповідань ставилися п'єси в багатьох театрах країни («Ливарному театрі», «Кривому дзеркалі», « Кажані»). Для Аверченко робота в цьому виданні стала центральною віхою у творчій біографії. Тривають розпочаті в Харкові пошуки власних тем, стилю, жанру. За гостру політичну спрямованість деяких матеріалів Аверченко піддавався судовому переслідуванню, але популярність від цього не зменшилася. Окрім журналу було налагоджене видання Бібліотеки «Сатирикону»: за 1908—1913 роки вийшло друком близько ста назв книжок загальним накладом більше двох мільйонів екземплярів. Серед них була перша збірка оповідань А. Аверченка, що від 1910 до 1917 року мала 24 видання.
У 1911—1912 рр. Аверченко двічі їздить у подорожі по Європі зі своїми друзями-сатириконцями — художниками А. А. Радаковим і Ремізовим. Ці подорожі послужили Аверченко багатим матеріалом для творчості: в 1912 році вийшла його популярна книга «Експедиція сатириконців в Західну Європу». Після розколу у редакції (1913), Аверченко до 1918 року редагує вже «Новий Сатирикон».
А. Т. Аверченко писав також численні театральні рецензії під псевдонімами Ave, Вовк, Фома Опискин, Медуза-Горгона, Фальстаф тощо.
Після Жовтневого перевороту все різко змінилося. У липні 1918 року більшовики закрили «Новий Сатирикон» разом з іншими опозиційними виданнями. Аверченко і весь колектив журналу зайняли негативну позицію до радянської влади. Щоб повернутися до себе в рідній Севастополь (в Крим , зайнятий білими), Аверченку довелося пройти через численні халепи, пробираючись через Росію і окуповану німцями територію України до Криму.
З липня 1919 року Аверченко працював в газеті «Юг» (згодом «Південь Росії»), агітуючи за допомогу Добровольчій армії.
У жовтні 1920 війська Врангеля потрапили у скрутне становище, а 15 листопада 1920 року Севастополь був узятий червоними. За кілька днів до цього Аверченко на одному з останніх пароплавів відплив у Константинополь.

### В еміграції
У Константинополі Аверченко відчув себе більш-менш затишно, оскільки там на той час знаходилася величезна кількість біженців із Росії, таких же як і він.
13 квітня 1922 року Аверченко переїжджає до Софії, а потім до Белграда. У жодному з цих міст Аверченко надовго не залишався, і 17 червня 1922 року перебрався до Праги на постійне місце проживання.
1923 року виходить його перша збірка емігрантських розповідей «Записки Простодушного». Того ж року виходить друком книжка «Дванадцять портретів», де фігурують персонажі «Мадамъ Ленина», «Мадамъ Троцкая», «Феликсъ Дзержинскій», «Петерсъ», «Максимъ Горькій», «Θедор Шаляпинъ», «Мартовъ и Абрамовичъ», три портрети Керенського, «Балтійскій матрос», «Совѣтский учитель», «Артистка образца 1922 года», тобто висміяні усі «радянські авторитети». Більшовицьким лідером В. Ульяновим (Леніним) була помічена його збірка оповідань «13 ножей в спину революции» (Париж, 1921).
Життя далеко від Батьківщини, від рідної мови було дуже важким для Аверченка; цьому було присвячено багато його творів, зокрема, розповідь «Трагедія російського письменника».
У Чехії Аверченко відразу набув популярності; його творчі вечори користувалися надзвичайним успіхом, а багато розповідей було перекладено чеською. Працюючи у відомій газеті «Prager Presse» (що виходила німецькою), Аркадій Тимофійович написав багато іскрометних і дотепних розповідей, в яких просліджувались його ностальгія за дореволюційною Росією.
1925 року Аркадій Аверченко серйозно захворів. 28 січня його в майже несвідомому стані поклали до клініки при Празькій міській лікарні з діагнозом «ослаблення серцевого м'яза, розширення аорти і склероз нирок». Врятувати його не змогли, і вранці 12 березня 1925 року він помер.